# George Howard, 6:e earl av Carlisle
George Howard, 6:e earl av Carlisle, född 17 september 1773 i London, död 7 oktober 1848 på Castle Howard, var en brittisk ädling.

## Biografi
George Howard var parlamentsledamot (whig) 1795-1806-1820. Han utsågs till Privy Councellor 1806. Han var dessutom lordlöjtnant för East Riding, Yorkshire 1824-1840. 1830-1834 var han minister utan portfölj. Han utsågs 1837 till riddare av Strumpebandsorden.
Howard var son till Frederick Howard, 5:e earl av Carlisle.

### Familj
Han gifte sig 1801 med Lady Georgiana Cavendish (1783-1858), dotter till William Cavendish, 5:e hertig av Devonshire.
- Lady Caroline Georgiana Howard (död 1881), gift med William Lascelles
- Lady Georgiana Howard (död 1860), gift med George Agar-Ellis, 1:e baron Dover
- Lady Elizabeth Dorothy Anne Georgiana Howard (död 1891), gift med Francis Richard Grey, son till Charles Grey, 2:e earl Grey
- Lady Mary Matilda Georgiana Howard (död 1892) , gift med Henry Labouchere, 1:e baron Taunton
- George William Frederick Howard, 7:e earl av Carlisle (1802-1864)
- Frederick George Howard (1805- vådaskjuten 1834)
- Lady Harriet Elizabeth Georgiana Howard (1806-1868), gift med George Granville, 2:e hertig av Sutherland
- William George Howard, 8:e earl av Carlisle (1808-1889)
- Admiral Edward Granville George Howard, Baron Lanerton of Lanerton (1809-1880), gift med Diana Ponsonby
- Lady Blanche Georgiana Howard (1812-1840), gift med William Cavendish, 7:e hertig av Devonshire
- Charles Wentworth Howard (1814-1879), gift med Mary Priscilla Harriet Parke
- Henry George Howard (1818-1879), gift med Mary Wellesley McTavi